# Saramaka

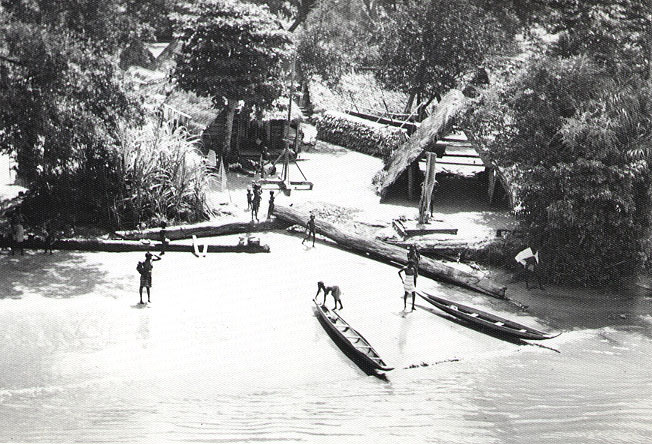
Vila saramaka al riu Surinam

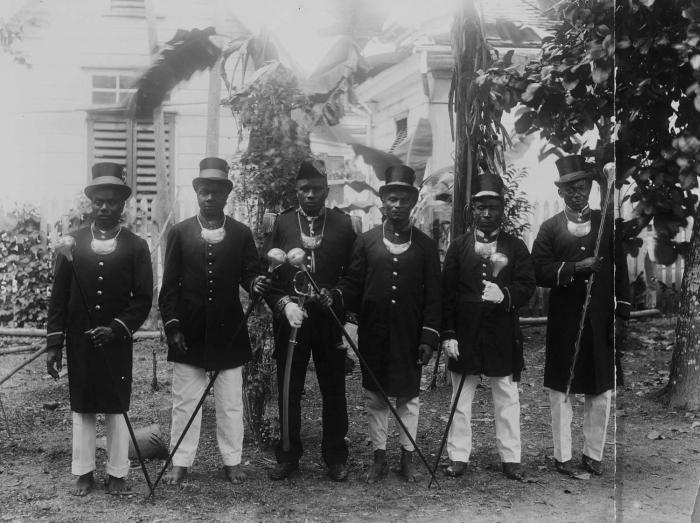
El cabdill saramaka Jankoeso (1898-1932

Els Saramaka és un dels sis grups negres cimarrons que habiten Surinam i Guaiana Francesa, on hi constitueixen una de les principals minories (el 12% de la població de Surinam és cimarrona). Són descendents d'antics esclaus fugitius i són un dels grups cimarrons més grans.

## Situació
Des de la seva fuga de l'esclavitud en els segles xvii i XVIII, els saramaka han viscut al llarg del riu Surinam superior i dels seus afluents, el Gaánlío i el Pikílío. Des de la dècada de 1960 també viuen a la part baixa del riu Surinam a les aldees construïdes pel govern colonial i a Alcoa després que aproximadament la meitat del territori de la tribu va ser inundada per un projecte hidroelèctric construït per al subministrament d'electricitat d'una mina d'alumini. Avui, al voltant d'un terç dels membres del poble saramaka viuen a la Guaiana Francesa, la majoria d'haver arribat des de 1990. S'establiren a Saint-Laurent-du-Maroni i a Kourou, i altres més al sud, als marges del riu Tampock.

## Idioma
Els saramaka i el matawai (en Surinam central) parlen variants d'una llengua criolla anomenada saramacca, i el ndjuka, paramaka i aluku, (a l'est de Surinam), així com els diversos centenars de kwinti, parlen variants de l'altra llengua criolla, anomenada ndjuka. Ambdues llengües són històricament relacionats amb sranan tongo (de vegades anomenada despectivament taki-taki) la llengua criolla de la costa de Surinam. Al voltant del 50% del lèxic saramaka deriva de llengües d'Àfrica central i occidental, el 20% de l'anglès (l'idioma dels colons originals de Surinam), 20% de portuguès (l'idioma dels amos d'esclaus a moltes plantacions de Surinam), i el 10% restant de les llengües ameríndies i neerlandès. La gramàtica s'assembla a la dels altres (lèxicament diferents) criolls atlàntics i es deriva dels models de l'Àfrica Occidental.

## Història
Els avantpassats dels Saramaka es trobaven entre els africans venuts com esclaus a la fi dels segles xvii i XVIII per a treballar a les plantacions de sucre, cafè i fusta de Surinam. Provenien d'una gran varietat de pobles africans que parlaven molts idiomes diferents, van fugir a la selva densa - de forma individual, en petits grups i, a vegades en grans revoltes col·lectives - on durant gairebé 100 anys van lliurar una guerra d'alliberament. El 1762, un segle abans de l'emancipació general dels esclaus a Surinam, van obtenir la seva llibertat i van signar un tractat amb la corona holandesa. Els saramaka tenen un gran interès en la història dels seus anys de formació i preserven una tradició oral extraordinàriament rica, que ha permès innovadores exploracions científiques que reuneixen els arxius orals i escrits.
Igual que els altres cimarrons de Surinam, els Saramaka han viscut gairebé com un estat dins d'un altre estat fins a mitjans del segle xx, quan el ritme de les incursions augmentà. Durant la dècada de 1980 esclatà una guerra civil entre els cimarrons i el govern militar de Surinam que causà danys considerables als saramaka i als altres cimarrons.
A mitjans de 1989 al voltant de 3.000 saramaka i 8.000 ndjuka vivien com a refugiats temporals a la Guaiana Francesa, i l'accés al món exterior s'havia restringit rigorosament per a molts saramaka a la seva pàtria. La fi de la guerra a mitjans de la dècada de 1990 va iniciar un període en què el govern nacional, descuidant les necessitats dels membres del poble saramaka i els altres cimarrons, i va fer concessions d'explotacions fusteres i minaires a multinacionals estrangeres (xineses, indonèsies, malàisies, i altres) en el territori tradicional saramaka sense consultar les autoritats saramaka. En aquest període hi hagué nombrosos canvis tant a la costa de Surinam com en el territori saramaka. El Cos de Voluntaris de la pau dels EUA va fixar la seva residència als pobles saramaka, minaires d'or brasilers van arribar al riu Surinam, i des d'aleshores les activitats principals a la costa de Suriman foren la prostitució, els jocs d'atzar i el tràfic de drogues.
A mitjans de 1990, l'Associació d'Autoritats Saramaka va presentar una denúncia davant la Comissió Interamericana de Drets Humans per a protegir els seus drets sobre la terra. El novembre de 2007, la Cort Interamericana de Drets Humans va fallar a favor del poble saramaka contra el govern de Surinam. En aquesta decisió històrica, que estableix un precedent per a tots els marrons i els pobles indígenes d'Amèrica, als Saramaka els foren garantits els drets col·lectius a les terres on havien viscut els seus avantpassats des del segle xviii, inclosos el dret a decidir sobre l'explotació dels recursos naturals com la fusta i l'or en aquest territori. A més, se'ls va atorgar una compensació del govern pels danys causats per les concessions de fusta fetes anteriorment a les empreses xineses, pagats en un fons de desenvolupament especial gestionat per membres del poble saramaka.